# Limedsforsen
Limedsforsen ist ein Ort (Tätort) in der schwedischen Provinz Dalarnas län und der historischen Provinz Dalarna.
Der Ort liegt am Västerdalälven etwa 30 Kilometer nordwestlich von Malung, dem Zentralort der Gemeinde. Durch Limedsforsen führt der Riksväg 66 auch die Länsväger W 1040, 1044 und 1045 beginnen dort.